# Hospital Ortopédico Infantil
El Hospital Ortopédico Infantil (originalmente "Hospital Antipoliomielítico de Caracas") es un importante centro hospitalario que se gestiona como una fundación sin fines de Lucro que se localiza en la Avenida Andrés Bello del Municipio Libertador del Distrito Capital al este del Distrito metropolitano de Caracas y al centro norte de Venezuela.
Fue creado en 1945 como "Hospital Antipoliomielítico de Caracas" pero en 1956 cambió su nombre a "Hospital Ortopédico Infantil". En la actualidad se trata de un centro de salud que referencia nacional en cuanto a Ortopedia. El Hospital recibe numerosas donaciones de entes públicos y privados por la labor que realiza.
Una de sus fuentes de financiamiento lo constituye el famoso Bingo de la Bondad que se realiza anualmente cada mes de octubre. También cada año el programa Super Sábado Sensacional del canal Venevisión dedica una edición especial a esta institución.